# Antil·lis
Antil·lis (Anthyllis) és un gènere de plantes de la família de les fabàcies.

## Particularitats
En general són plantes amb flor amb tija llenyosa pròpies de llocs àrids. Els fruits formen una beina.

## Taxonomia
Als Països Catalans són autòctones les espècies següents:Anthyllis hermanniae, A fulgarens, A. terniflora, A. cytisoides, A. montana, A.onobrychioides, A. gerardi, A. tetraphylla, A.lotoides i A. vulneraria.
Les espècies acceptades són:
| - Anthyllis aurea Welden ex Host - Anthyllis barba-jovis L. - barba de Júpiter - Anthyllis circinnata (L.) D.D.Sokoloff - Anthyllis cornicina L. - Anthyllis × currasii P.P.Ferrer, R.Roselló & Guara - Anthyllis cytisoides L. - albada - Anthyllis × fortuita Guara & P.P.Ferrer - Anthyllis × gamisansii Delage, Verlaque, Baumel, C.Piazza & Médail - Anthyllis hamosa Desf. - Anthyllis hermanniae L. - Anthyllis hystrix (Willk. ex Barceló) Cardona, J.Cont. & E.Sierra - aspàlat - Anthyllis lagascana Benedí - albada sedosa | - Anthyllis lemanniana Lowe - Anthyllis lotoides L. - cornicina - Anthyllis montana L. - antil·lis de muntanya - Anthyllis onobrychioides Cav. - antil·lis - Anthyllis polycephala Desf. - Anthyllis ramburei Boiss. - Anthyllis rupestris Coss. - Anthyllis splendens Willd. - Anthyllis subsimplex Pomel - Anthyllis tejedensis Boiss. - Anthyllis terniflora (Lag.) Pau - albada - Anthyllis vulneraria L. - vulnerària - Anthyllis warnieri Emb. |